# Crítica literaria arquetípica
La crítica literaria arquetípica es un tipo de teoría analítica que interpreta un texto centrándose en mitos y arquetipos (del griego archē, "principio",  y errores tipográficos, "impresión") recurrentes en la narrativa, los símbolos, las imágenes y tipos de personajes en obras literarias. Como una forma de crítica literaria reconocida, se remonta a 1934 cuando la erudita clásica Maud Bodkin publicó Archetypal Patterns in Poetry, (Patrones Arquetípicos en la Poesía).
Los orígenes de la crítica literaria arquetípica, encuentran su nacimiento en otras dos disciplinas académicas, la antropología social y el psicoanálisis; cada una contribuyó de forma diferente a la crítica literaria. La crítica arquetípica alcanzó su punto máximo de popularidad entre las décadas de 1940 y 1950, en gran parte debido al trabajo del crítico literario de origen canadiense Northrop Frye (1912-1991). En el siglo veintiuno, la crítica literaria arquetípica ya no se practica de forma común; ya que no ha existido ningún desarrollo importante en el campo literario (con la posible excepción de la crítica literaria bíblica  ), pero todavía tiene un lugar en los estudios literarios .  

## Orígenes

### Frazer
Las raíces antropológicas del criticismo a los arquetipos se pueden encontrar más de 30 años antes que sus orígenes en la psicología analítica. The Golden Bough (La rama dorada) (1890-1915), escrito por el antropólogo escocés Sir James George Frazer, fue el primer texto de gran influencia social que trata sobre mitologías culturales. Frazer era parte de un grupo de antropólogos comparativos que trabajaban en la Universidad de Cambridge y que trabajaron extensamente en el tema. The Golden Bough fue ampliamente aceptado como el texto raíz sobre el mito que generó numerosos estudios alrededor del mismo tema. Eventualmente, el impulso que consiguió el trabajo de Frazer se mudó a los estudios literarios. 
En The Golden Bough, Frazer idéntica prácticas y creencias mitológicas que han sido compartidas entre religiones primitivas y religiones modernas. Frazer argumenta que el mito de la muerte y el renacimiento esta presenta en casi todas las mitologías culturales del mundo, y que es representado por medio de las estaciones, temporadas de cosecha y la vegetación. El mito es simbolizado por la muerte (es decir, la última cosecha) y el renacimiento (es decir, la primavera) del dios de la vegetación.
Como ejemplo, Frazer cita el mito griego de Perséfone quien fue llevada al inframundo por Hades. Su madre Deméter la diosa de la cosecha, se sintió tan triste que azotó al mundo con el otoño y el invierno. Mientras se encontraba en el inframundo, Perséfone comió seis de las doce semillas de granada que Hades le dio; en consecuencia, a partir de ese momento, fue forzada a quedarse la mitad del año en el Inframundo, representando el otoño e invierno, o también, la muerte en el mito de la muerte y el renacimiento. A Perséfone se le permitió pasar la otra mitad del año en el reino de los mortales junto a Deméter, lo que representa la primavera y el verano, o la parte del renacimiento en el mito de la muerte y el renacimiento.[cita requerida]

### Jung
Mientras que el trabajo de Frazer se ocupa de lidiar con la mitología y los arquetipos en términos materiales, el trabajo del suizo Carl Gustav Jung, quien fue el fundador de la psicología analítica, se enfoca, por el contrario, en un sentido inmaterial. El trabajo de Jung teoriza sobre los mitos y arquetipos en relación con el inconsciente, una parte inaccesible de la mente. Desde un punto de vista junguiano, los mitos son las "representaciones culturalmente elaboradas de los contenidos de los rincones más profundos de la psique humana: el mundo de los arquetipos" (Walker 4). 
La psicología analítica junguiana distingue entre el inconsciente personal y el inconsciente colectivo, siendo este último particularmente relevante para la crítica arquetípica. El inconsciente colectivo, o la psique objetiva como se le conoce con menos frecuencia, es una serie de pensamientos, sentimientos, instintos y recuerdos innatos que residen en el inconsciente de todas las personas. La definición de Jung del término es inconsciente en sus muchos escritos. En un momento llama al inconsciente colectivo las “formas innatas a priori de la intuición” (Lietch 998), mientras que en otro caso es un aserie de “experiencias que nos sobrevienen como el destino” (998). Independientemente de los muchos matices entre las definiciones de Jung, la inconsciencia colectiva en una parte compartida del inconsciente. 
Para Jung, un arquetipo en el inconsciente colectivo, como cita Leitch et al., Es “irrepresentable, pero tiene efectos que hacen las visualizaciones de ello posible, específicamente, las imágenes o ideas arquetípicas” (998), debido al hecho de que se encuentran en una parte inaccesible de la mente. Los arquetipos a los que se refiere Jung son representados a través de imágenes primordiales, un término que él inventó. Las imágenes primordiales se originan en las etapas iniciales de la humanidad y desde entonces forman parte del inconsciente colectivo. Es a través de estas imágenes que se pueden experimentar los arquetipos universales y, lo que es más importante, que se revela el inconsciente.
Usando el mismo mito de la muerte y el renacimiento que Frazer ve como una representación del crecimiento de las estaciones y la agricultura como un punto de comparación, un análisis junguiano visualiza el arquetipo de muerte-renacimiento como una "expresión  simbólica de un proceso que no tiene lugar en el mundo material, sino en la mente. Ese proceso es el regreso del ego al inconciente—y su resurgimeinto, o renacimiento del inconsciente" (Segal 4).
Por sí misma, la teoría de Jung del inconsciente colectivo representa una parte considerable de los escritos de crítica literaria arquetípica; también precede al apogeo de la crítica literaria arquetípica por más de una década. El enfoque arquetípico junguiano ve a los textos literarios como un camino en el que las imágenes primordiales son representadas. No sería hasta la década de 1950 cuando se desarrolló la otra rama de la crítica literaria arquetípica.

### Frye
Archetypal Patterns in Poetry de Bodkinf, fue el primer trabajo en el que se habló de la crítica literaria arquetípica, hace uso y aplica a la literatura las teorías de Jung sobre el inconsciente colectivo, los arquetipos y las imágenes primordiales. No fue hasta que el círitco literario canadience presentara su trabajo, que se teorizó acerca de la crítica arquetípica literaria en términos puramente literarios. La obra principal de Frye que habla sobre arquetipos es Anatomía de la crítica, aunque su ensayo "Los arquetipos de la literatura" es anterior a este libro. La tesis de Frye en "Los arquetipos de la literatura" se mantiene prácticamente sin cambios en Anatomía de la crítica. El trabajo de Frye fue de gran ayuda para desplazar a la Nueva Crítica de su puesto como el modo principal de analizar textos literarios antes de dar paso al estructuralismo y la semiótica. 
El trabajo de Frye se puede serpar tanto de Frazer como de Jung de tal forma que se distingue de sus precursores antropológicos y psicoanalíticos. Para Frye, el míto de la muerte y el renacimiento, que Frazer ve manifestado por medio de la agricultura y la cosecha, no es ritualista ya que es involuntario, y por lo tanto, debe terminarse. En tanto Jung, Frye estaba desinteresado en el inconsciente colectivo, en el sentido de que sentía que era innecesario: ya que el inconsciente es ingognoscible, no se puede estudiar. Cómo surgieron los arquetipos tampoco le consernió a Frye; más bien, la función y el efecto de los arquetipos fue su interés. Para Frye, los arquetipos loterarios "desempeñan un papel esencial en la remodelación del universo material hacia un universo verbal alterno que es humanamente inteligible y viable, porque se adapta a las necesidades y preocupaciones humanas y esenciales" (Abrams 224-225).   
Hay dos categorías básicas en el entorno de trabajo de Frye, lo cómico y lo trágico. Cada categoría es subdividida en dos categorías: comedia y romance (libro de caballerías)  para lo cómico; tragedia y sátira (o ironía) para lo trágico. Aunque él desprecia a Frazer, Frye usa las estaciones en su esquema arquetípico. Cada estación se alínea con un género literario: la comedia con la primavera, el romance con el verano, la tragedia con el otoño y la sátira con el invierno. 
La comedia se alinea con la primavera porque el género de la comedia se caracteriza por la reencarnación del héroe, el renacimiento y la resurrección . Además, la primavera simboliza la derrota del invierno y la oscuridad. El romance y el verano se emparejan porque el verano es la culminación de la vida en el calendario estacional, y el género romántico culmina con algún tipo de triunfo, generalmente un matrimonio. El otoño es la etapa moribunda del calendario estacional, que es paralelo al género trágico porque es, sobre todo, conocido por la "caída" o fallecimiento del protagonista.
La sátira se metonimiza con el invierno con el argumento de que la sátira es un género "oscuro"; la sátira es una forma desilusionada y burlona de los otros tres géneros. Se destaca por su oscuridad, disolución, el regreso del caos y la derrota de la figura heroica. Las estaciones están asociadas con paralelos narrativos: 
- Verano – romance. El nacimiento del héroe.
- Otoño – tragedia. Movimiento hacia la muerte o la derrota del héroe.
- Invierno: ironía o sátira. El héroe está ausente.
- Primavera – comedia. El renacimiento del héroe.

El contexto de un género determina cómo se debe interpretar un símbolo o imagen. 
Frye describe cinco esferas diferentes en su esquema: la humana, animal, vegetación, mineral, y el agua. El mundo humano cómico es representativo de la realización de deseos y de centrarse en la comunidad. En contraste, el trágico mundo humano es uno de aislamiento, tiranía y del héroe caído. Los animales en los géneros de comedia son dóciles y de pastoreo (por ejemplo, se tienen a las ovejas), mientras que en los géneros de trágicos los animales son depredadores y de caza (por ejemplo, los lobos).
En el ámbito de la vegetación, la comedia es, nuevamente, pastoral pero también representada por jardines, parques, rosas y lotos. En cuanto a lo trágico, la vegetación es salvaje o estéril. Lass ciudades, templos o piedras preciosas representan el reino mineral de la comedia.
El trágico reino mineral se caracteriza por ser un desierto, ruinas o "de imágenes geométricas siniestras" (Frye 1456). Por último, el reino del agua está representado por ríos en la comedia. Para lo trágico, los mares, y especialmente las inundaciones, significan el entorno acuífero.
Frye admite que su esquema en "Los arquetipos de la literatura" es simplista, pero deja espacio para excepciones al señalar que hay arquetipos neutrales. El ejemplo que cita son islas como la de Circe o la de Próspero que no pueden clasificarse en trágicas o cómicas.

## Otros colaboradores
En 1934 Maud Bodkin escribió Archetypal Patterns in Poetry, aplicando las ideas de Jung a la poesía, y examinando arquetipos como el antiguo marinero y el renacimiento, el paraíso y el infierno, las imágenes del infierno, el héroe y Dios.
En su libro "El héroe de las mil caras" (Hero with a Thousand Faces, en inglés) de 1949, Joseph Campbell fue el pionero en la idea del "monomito" (aunque este término fue un préstamo tomado de James Joyce), que se refiere a un patrón universal que se puede encontrar en diferentes cuentos históricos de diferentes culturas y géneros. Su examen profundo del viaje del héroe de ocho pasos (y las variaciones comunes que existen) tuvo un gran impacto en los expresionistas abstractos de la década de 1950 y continúa inspirando a los artistas creativos en la actualidad.

## Críticas de la teoría
Se ha argumentado que la versión de Frye respecto a la crítica arquetípica categoriza estrictamente las obras según sus géneros, lo que determina cómo se debe interpretar un arquetipo dentro de un texto. Según este argumento, el dilema que enfrenta la crítica arquetípica de Frye con la literatura contemporánea, y con la del posmodernismo en general, es que los géneros y las categorías ya no están claramente separados y que el concepto mismo de géneros se ha vuelto impresisa, problematizando así el esquema de Frye.
Por ejemplo, Esperando a Godot (Waiting For Godot, en inglés) de Beckett se considera una tragicomedia, una obra con elementos de tragedia y sátira, con la implicación de que interpretar elementos textuales en la obra se vuelve difícil a medida que las dos estaciones opuestas y las convenciones que Frye asoció con los géneros se enfrentan entre sí. otro. Aunque, de hecho, los argumentos acerca de mezclas genéricas, así como la tragicomedia, se remontan al Renacimiento, y Frye siempre concibió a los géneros como fluidos. Frye pensaba que las formas literarias eran parte de un gran círculo y eran capaces de dar paso a otras formas genéricas. (Contempló la posibilidad de incluir un diagrama de su rueda en Anatomía de la crítica, pero lo pensó mejor.) El mito y el arquetipo tratan del origen de lo literario.

## Ejemplos en la literatura
- Femme fatale: Un tipo de personaje femenino que trae consigo acontesimientos catastróficos y desastrosos. Eva de la historia del Génesis o Pandora de la mitología griega son dos figuras de este tipo.
- El Viaje: Un arquetipo narrativo donde el protagonista tiene que vencer una serie de obstáculos antes de lograr suyo o su objetivo. Podría decirse que el arquetipo de viaje por excelencia de la cultura Occidental es la Odisea de Homero.

Los símbolos arquetípicos varían más que las narrativas arquetípicas o que los tipos de personajes. El mejor patrón arquetípico es caulquiers simbólo que tenga sus raíces en la profundidad de la mitología de una cultura, como lo es la fruta prohibida en el Génesis o incluso la mansana envenedenada en Blancanieves. Estos son ejemplos de símbolos que son bien vistos entre los críticos arquetípicos.
Se dice que los arquetipos, de acuerdo a los críticos en el tema, revelan roles compartidos entre sociedades universales. Este arquetipo puede crear un imaginario compartido que se define por muchos estereotipos que no se han desvinculado del marco tradicional, biológico, religioso y mítico.